# تود هنتر
تود هنتر (بالإنجليزية: Todd Hunter)‏ هو ملحن ومنتج أسطوانات نيوزلندي، ولد في 22 يونيو 1951 في Waitara, New Zealand ‏ في نيوزيلندا.

## وصلات خارجية
- تود هنتر على موقع IMDb (الإنجليزية)
- تود هنتر على موقع ميوزك برينز (الإنجليزية)
- تود هنتر على موقع ديسكوغز (الإنجليزية)
- تود هنتر على موقع قاعدة بيانات الفيلم (الإنجليزية)